# 丹羽郡
丹羽郡（日语：／ Niwa gun */?）為位於日本愛知縣西北部的郡。
現轄有以下二町：
- 大口町
- 扶桑町

在1878年實施郡區町村編制法時的轄區還包括現在的犬山市和岩倉市的全部地區、一宮市的東部地區、江南市的南半部地區。

## 歷史
丹羽郡過去在令制國時代屬於尾張國，17世紀進入江戶時代後，大部分區域都成為尾張藩的領地，少部分區域屬於尾張藩御附家老成瀨氏犬山藩和竹腰氏今尾藩的領地。
19世紀末明治維新實施廢藩置縣後，原屬各藩的區域分別改隸屬名古屋縣、今尾縣、犬山縣，在1872年的第一次府縣整併後全部區域隸屬新整併的名古屋縣，而名古屋縣在四個月後更名為愛知縣。
1878年愛知縣實施郡區町村編製法時，正式設置近代的行政區劃「丹羽郡」，並在小折村（位於現在的江南市）設置「丹羽葉栗郡役所」，同時管理丹羽郡和葉栗郡。

### 沿革

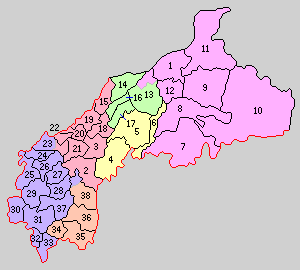
1889年丹羽郡轄下的行政區劃：1.犬山町、2.小折村、3.秋津村、4.太田村、5.小口村、6.富成村、7.樂田村、8.羽黑村、9.岩田村、10.今井村、11.善師野村、12.岩橋村、13.高雄村、14.山名村、15.和勝村、16.豐國村、17.柏森村、18.旭村、19.兩高屋村、20.古知野村、21.榮村、22.東野村、23.豐原村、24.時之島村、25.赤羽村、26.穗波村、27.浮野村、28.青木村、29.淺淵村、30.多加森村、31.三重島村、32.九日市場村、33.二川村、34.島野村、35.豐秋村、36.岩倉村、37.豐富村、38.幼村
（紫色：現屬一宮市、桃色：現屬犬山市、紅色：現屬江南市、橙色：現屬岩倉市、黃色：現屬大口町、綠色：現屬扶桑町）

- 1889年10月1日：實施町村制，丹羽郡下設：犬山町（日语：犬山町）、小折村（日语：布袋町）、秋津村（日语：秋津村 (愛知県)）、太田村（日语：太田村 (愛知県)）、小口村（日语：小口村 (愛知県)）、富成村（日语：富成村 (愛知県)）、樂田村（日语：楽田村 (愛知県)）、羽黑村（日语：羽黒村 (愛知県)）、岩田村（日语：岩田村 (愛知県)）、今井村（日语：今井村 (愛知県)）、善師野村（日语：善師野村）、岩橋村（日语：岩橋村）、高雄村（日语：高雄村 (愛知県)）、山名村（日语：山名村）、和勝村（日语：和勝村）、豐國村（日语：豊国村 (愛知県丹羽郡)）、柏森村（日语：柏森村）、旭村（日语：旭村 (愛知県丹羽郡)）、兩高屋村（日语：両高屋村）、古知野村（日语：古知野町）、榮村（日语：栄村 (愛知県)）、東野村（日语：東野村 (愛知県)）、豐原村（日语：瀬部村）、時之島村、赤羽村（日语：赤羽村 (愛知県)）、穗波村（日语：穂波村 (愛知県)）、浮野村（日语：浮野村）、青木村（日语：青木村 (愛知県)）、淺淵村（日语：浅淵村）、多加森村（日语：多加森村）、三重島村、九日市場村、二川村、島野村（日语：島野村 (愛知県丹羽郡)）、豐秋村（日语：豊秋村 (愛知県丹羽郡)）、岩倉村、豐富村（日语：豊富村 (愛知県丹羽郡)）、幼村（日语：幼村）。（1町37村）
- 1890年10月6日：池野村（日语：池野村 (愛知県)）自今井村分出。（1町38村）
- 1891年4月1日：實施郡制（日语：郡制）。[3]
- 1892年4月18日：岩倉村改制為岩倉町。（2町37村）
- 1893年11月18日：豐原村的島宮地區和上奈良地區被併入東野村。
- 1894年11月26日：小折村改制並更名為布袋町（日语：布袋町）。（3町36村）
- 1895年8月19日：小口村的余野地區被併入柏森村。
- 1896年11月2日：古知野村改制為古知野町（日语：古知野町）。（4町35村）
- 1896年11月30日：豐原村更名為瀨部村（日语：瀬部村）。
- 1906年5月1日：（4町24村）
  - 古知野町、東野村、和勝村、旭村、兩高屋村和秋津村的山王、北野、石枕、尾崎地區、榮村的赤童子地區合併為新設立的古知野町（日语：古知野町）。
  - 布袋町、秋津村的東大海道、今市場、力長、安良、寄木地區和榮村的木賀、中奈良地區合併為新設立的布袋町（日语：布袋町）。
  - 豐富村、青木村、浮野村和幼村的加納馬場、芝原地區合併為千秋村（日语：千秋村 (愛知県丹羽郡)）。[4]
  - 豐秋村、島野村、岩倉町和幼村的八劍、井上、石佛、神野地區合併為新設立的岩倉町。
- 1906年7月1日：（4町17村）
  - 九日市場村、二川村、三重島村和多加森村的猿海道、多加木、森本、吾鬘地區合併為丹陽村（日语：丹陽村）。[4]
  - 多加森村的馬見塚地區和淺淵村、赤羽村、穗波村、時之島村、瀨部村合併為西成村（日语：西成村）。[4]
- 1906年10月1日：（4町9村）
  - 犬山町、岩橋村和高雄村的上野、木津地區合併為新設立的犬山町（日语：犬山町）。
  - 高雄村的高雄地區和山名村、豐國村、柏森村的柏森地區合併為扶桑村。[5]
  - 柏森村的余野地區和小口村、富成村、太田村合併為大口村。[6]
  - 善師野村、岩田村和今井村合併為城東村（日语：城東村 (愛知県)）。
- 1923年4月1日：廢除郡會和郡參事會。[7]
- 1926年7月1日：廢除郡役所，此後郡不再作為行政區劃，只作為地名的表示。[7]
- 1940年9月20日：西成村被併入一宮市。[4]（4町8村）
- 1952年8月1日：扶桑村改制為扶桑町。[5]（5町7村）
- 1954年4月1日：犬山町、城東村、池野村、羽黑村和樂田村合併為犬山市[8]，並脫離丹羽郡。（4町3村）
- 1954年6月1日：布袋町、古知野町和葉栗郡宮田町（日语：宮田町 (愛知県)）、草井村（日语：草井村）合併為江南市[9]，並脫離丹羽郡。（2町3村）
- 1955年1月1日：丹陽村被併入一宮市。[4]（2町2村）
- 1955年4月7日：千秋村被併入一宮市。[4]（2町1村）
- 1962年4月1日：大口村改制為大口町。[6]（3町）
- 1971年12月1日：岩倉町改制為岩倉市，並脫離丹羽郡。（2町）

### 變遷表
| 1889年10月1日               | 1889年 - 1944年                   | 1889年 - 1944年            | 1889年 - 1944年            | 1945年 - 1954年            | 1955年 - 1989年            | 1989年 - 現在              | 現在                       |
| --------------------------- | --------------------------------- | -------------------------- | -------------------------- | -------------------------- | -------------------------- | -------------------------- | -------------------------- |
| 太田村                      | 太田村                            | 1906年10月1日 合併為大口村 | 1906年10月1日 合併為大口村 | 1906年10月1日 合併為大口村 | 1962年4月1日 改制為大口町  | 1962年4月1日 改制為大口町  | 1962年4月1日 改制為大口町  |
| 富成村                      |                                   | 1906年10月1日 合併為大口村 | 1906年10月1日 合併為大口村 | 1906年10月1日 合併為大口村 | 1962年4月1日 改制為大口町  | 1962年4月1日 改制為大口町  | 1962年4月1日 改制為大口町  |
| 小口村                      | 小口村                            | 1906年10月1日 合併為大口村 | 1906年10月1日 合併為大口村 | 1906年10月1日 合併為大口村 | 1962年4月1日 改制為大口町  | 1962年4月1日 改制為大口町  | 1962年4月1日 改制為大口町  |
| 小口村                      | 1895年8月19日 併入柏森村          | 1906年10月1日 合併為大口村 | 1906年10月1日 合併為大口村 | 1906年10月1日 合併為大口村 | 1962年4月1日 改制為大口町  | 1962年4月1日 改制為大口町  | 1962年4月1日 改制為大口町  |
| 柏森村                      | 柏森村                            | 1906年10月1日 合併為扶桑村 | 1906年10月1日 合併為扶桑村 | 1952年8月1日 改制為扶桑町  | 1952年8月1日 改制為扶桑町  | 1952年8月1日 改制為扶桑町  | 1952年8月1日 改制為扶桑町  |
| 山名村                      |                                   | 1906年10月1日 合併為扶桑村 | 1906年10月1日 合併為扶桑村 | 1952年8月1日 改制為扶桑町  | 1952年8月1日 改制為扶桑町  | 1952年8月1日 改制為扶桑町  | 1952年8月1日 改制為扶桑町  |
| 豐國村                      |                                   | 1906年10月1日 合併為扶桑村 | 1906年10月1日 合併為扶桑村 | 1952年8月1日 改制為扶桑町  | 1952年8月1日 改制為扶桑町  | 1952年8月1日 改制為扶桑町  | 1952年8月1日 改制為扶桑町  |
| 高雄村                      |                                   | 1906年10月1日 合併為扶桑村 | 1906年10月1日 合併為扶桑村 | 1952年8月1日 改制為扶桑町  | 1952年8月1日 改制為扶桑町  | 1952年8月1日 改制為扶桑町  | 1952年8月1日 改制為扶桑町  |
| 1906年10月1日 合併為犬山町  | 1906年10月1日 合併為犬山町        | 1954年4月1日 合併為犬山市  | 1954年4月1日 合併為犬山市  | 1954年4月1日 合併為犬山市  | 1954年4月1日 合併為犬山市  |                            |                            |
| 1906年10月1日 合併為犬山町  | 1906年10月1日 合併為犬山町        | 1954年4月1日 合併為犬山市  | 1954年4月1日 合併為犬山市  | 1954年4月1日 合併為犬山市  | 1954年4月1日 合併為犬山市  | 岩橋村                     |                            |
| 1906年10月1日 合併為犬山町  | 1906年10月1日 合併為犬山町        | 1954年4月1日 合併為犬山市  | 1954年4月1日 合併為犬山市  | 1954年4月1日 合併為犬山市  | 1954年4月1日 合併為犬山市  | 犬山町                     |                            |
| 岩田村                      | 岩田村                            | 1954年4月1日 合併為犬山市  | 1954年4月1日 合併為犬山市  | 1954年4月1日 合併為犬山市  | 1954年4月1日 合併為犬山市  | 1906年10月1日 合併為城東村 | 1906年10月1日 合併為城東村 |
| 善師野村                    |                                   | 1954年4月1日 合併為犬山市  | 1954年4月1日 合併為犬山市  | 1954年4月1日 合併為犬山市  | 1954年4月1日 合併為犬山市  | 1906年10月1日 合併為城東村 | 1906年10月1日 合併為城東村 |
| 今井村                      | 今井村                            | 1954年4月1日 合併為犬山市  | 1954年4月1日 合併為犬山市  | 1954年4月1日 合併為犬山市  | 1954年4月1日 合併為犬山市  | 1906年10月1日 合併為城東村 | 1906年10月1日 合併為城東村 |
| 今井村                      | 1890年10月6日 池野村              | 1954年4月1日 合併為犬山市  | 1954年4月1日 合併為犬山市  | 1954年4月1日 合併為犬山市  | 1954年4月1日 合併為犬山市  |                            |                            |
| 樂田村                      |                                   | 1954年4月1日 合併為犬山市  | 1954年4月1日 合併為犬山市  | 1954年4月1日 合併為犬山市  | 1954年4月1日 合併為犬山市  |                            |                            |
| 羽黑村                      |                                   | 1954年4月1日 合併為犬山市  | 1954年4月1日 合併為犬山市  | 1954年4月1日 合併為犬山市  | 1954年4月1日 合併為犬山市  |                            |                            |
| 小折村                      | 1894年11月26日 改制並更名為布袋町 | 1906年5月1日 合併為布袋町  | 1906年5月1日 合併為布袋町  | 1954年6月1日 合併為江南市  | 1954年6月1日 合併為江南市  | 1954年6月1日 合併為江南市  | 1954年6月1日 合併為江南市  |
| 榮村                        |                                   | 1906年5月1日 合併為布袋町  | 1906年5月1日 合併為布袋町  | 1954年6月1日 合併為江南市  | 1954年6月1日 合併為江南市  | 1954年6月1日 合併為江南市  | 1954年6月1日 合併為江南市  |
| 秋津村                      |                                   | 1906年5月1日 合併為布袋町  | 1906年5月1日 合併為布袋町  | 1954年6月1日 合併為江南市  | 1954年6月1日 合併為江南市  | 1954年6月1日 合併為江南市  | 1954年6月1日 合併為江南市  |
| 1906年5月1日 合併為古知野町 |                                   |                            |                            | 1954年6月1日 合併為江南市  | 1954年6月1日 合併為江南市  | 1954年6月1日 合併為江南市  | 1954年6月1日 合併為江南市  |
| 和勝村                      |                                   |                            |                            | 1954年6月1日 合併為江南市  | 1954年6月1日 合併為江南市  | 1954年6月1日 合併為江南市  | 1954年6月1日 合併為江南市  |
| 旭村                        |                                   |                            |                            | 1954年6月1日 合併為江南市  | 1954年6月1日 合併為江南市  | 1954年6月1日 合併為江南市  | 1954年6月1日 合併為江南市  |
| 兩高屋村                    |                                   |                            |                            | 1954年6月1日 合併為江南市  | 1954年6月1日 合併為江南市  | 1954年6月1日 合併為江南市  | 1954年6月1日 合併為江南市  |
| 古知野村                    | 1896年11月2日 改制為古知野町      |                            |                            | 1954年6月1日 合併為江南市  | 1954年6月1日 合併為江南市  | 1954年6月1日 合併為江南市  | 1954年6月1日 合併為江南市  |
| 東野村                      |                                   |                            |                            | 1954年6月1日 合併為江南市  | 1954年6月1日 合併為江南市  | 1954年6月1日 合併為江南市  | 1954年6月1日 合併為江南市  |
| 豐原村                      | 1893年11月18日 併入東野村         |                            |                            | 1954年6月1日 合併為江南市  | 1954年6月1日 合併為江南市  | 1954年6月1日 合併為江南市  | 1954年6月1日 合併為江南市  |
| 豐原村                      | 1896年11月30日 更名為瀨部村       | 1906年7月1日 合併為西成村  | 1940年9月20日 併入一宮市   | 1940年9月20日 併入一宮市   | 1940年9月20日 併入一宮市   | 一宮市                     | 一宮市                     |
| 時之島村                    |                                   | 1906年7月1日 合併為西成村  | 1940年9月20日 併入一宮市   | 1940年9月20日 併入一宮市   | 1940年9月20日 併入一宮市   | 一宮市                     | 一宮市                     |
| 赤羽村                      |                                   | 1906年7月1日 合併為西成村  | 1940年9月20日 併入一宮市   | 1940年9月20日 併入一宮市   | 1940年9月20日 併入一宮市   | 一宮市                     | 一宮市                     |
| 穗波村                      |                                   | 1906年7月1日 合併為西成村  | 1940年9月20日 併入一宮市   | 1940年9月20日 併入一宮市   | 1940年9月20日 併入一宮市   | 一宮市                     | 一宮市                     |
| 淺淵村                      |                                   | 1906年7月1日 合併為西成村  | 1940年9月20日 併入一宮市   | 1940年9月20日 併入一宮市   | 1940年9月20日 併入一宮市   | 一宮市                     | 一宮市                     |
| 多加森村                    |                                   | 1906年7月1日 合併為西成村  | 1940年9月20日 併入一宮市   | 1940年9月20日 併入一宮市   | 1940年9月20日 併入一宮市   | 一宮市                     | 一宮市                     |
| 1906年7月1日 合併為丹陽村   | 1906年7月1日 合併為丹陽村         | 1906年7月1日 合併為丹陽村  | 1955年1月1日 併入一宮市    |                            |                            | 一宮市                     | 一宮市                     |
| 1906年7月1日 合併為丹陽村   | 1906年7月1日 合併為丹陽村         | 1906年7月1日 合併為丹陽村  | 1955年1月1日 併入一宮市    | 三重島村                   |                            | 一宮市                     | 一宮市                     |
| 1906年7月1日 合併為丹陽村   | 1906年7月1日 合併為丹陽村         | 1906年7月1日 合併為丹陽村  | 1955年1月1日 併入一宮市    | 九日市場村                 |                            | 一宮市                     | 一宮市                     |
| 1906年7月1日 合併為丹陽村   | 1906年7月1日 合併為丹陽村         | 1906年7月1日 合併為丹陽村  | 1955年1月1日 併入一宮市    | 二川村                     |                            | 一宮市                     | 一宮市                     |
| 浮野村                      | 浮野村                            | 1906年5月1日 合併為千秋村  | 1906年5月1日 合併為千秋村  | 1906年5月1日 合併為千秋村  | 1955年4月7日 併入一宮市    | 一宮市                     | 一宮市                     |
| 青木村                      |                                   | 1906年5月1日 合併為千秋村  | 1906年5月1日 合併為千秋村  | 1906年5月1日 合併為千秋村  | 1955年4月7日 併入一宮市    | 一宮市                     | 一宮市                     |
| 豐富村                      |                                   | 1906年5月1日 合併為千秋村  | 1906年5月1日 合併為千秋村  | 1906年5月1日 合併為千秋村  | 1955年4月7日 併入一宮市    | 一宮市                     | 一宮市                     |
| 幼村                        |                                   | 1906年5月1日 合併為千秋村  | 1906年5月1日 合併為千秋村  | 1906年5月1日 合併為千秋村  | 1955年4月7日 併入一宮市    | 一宮市                     | 一宮市                     |
| 1906年5月1日 合併為岩倉町   | 1906年5月1日 合併為岩倉町         | 1906年5月1日 合併為岩倉町  | 1971年12月1日 改制為岩倉市 | 1971年12月1日 改制為岩倉市 | 1971年12月1日 改制為岩倉市 |                            |                            |
| 1906年5月1日 合併為岩倉町   | 1906年5月1日 合併為岩倉町         | 1906年5月1日 合併為岩倉町  | 1971年12月1日 改制為岩倉市 | 1971年12月1日 改制為岩倉市 | 1971年12月1日 改制為岩倉市 | 島野村                     |                            |
| 1906年5月1日 合併為岩倉町   | 1906年5月1日 合併為岩倉町         | 1906年5月1日 合併為岩倉町  | 1971年12月1日 改制為岩倉市 | 1971年12月1日 改制為岩倉市 | 1971年12月1日 改制為岩倉市 | 豐秋村                     |                            |
| 1906年5月1日 合併為岩倉町   | 1906年5月1日 合併為岩倉町         | 1906年5月1日 合併為岩倉町  | 1971年12月1日 改制為岩倉市 | 1971年12月1日 改制為岩倉市 | 1971年12月1日 改制為岩倉市 | 岩倉村                     | 1892年4月18日 改制為岩倉町 |